# David Baramidze

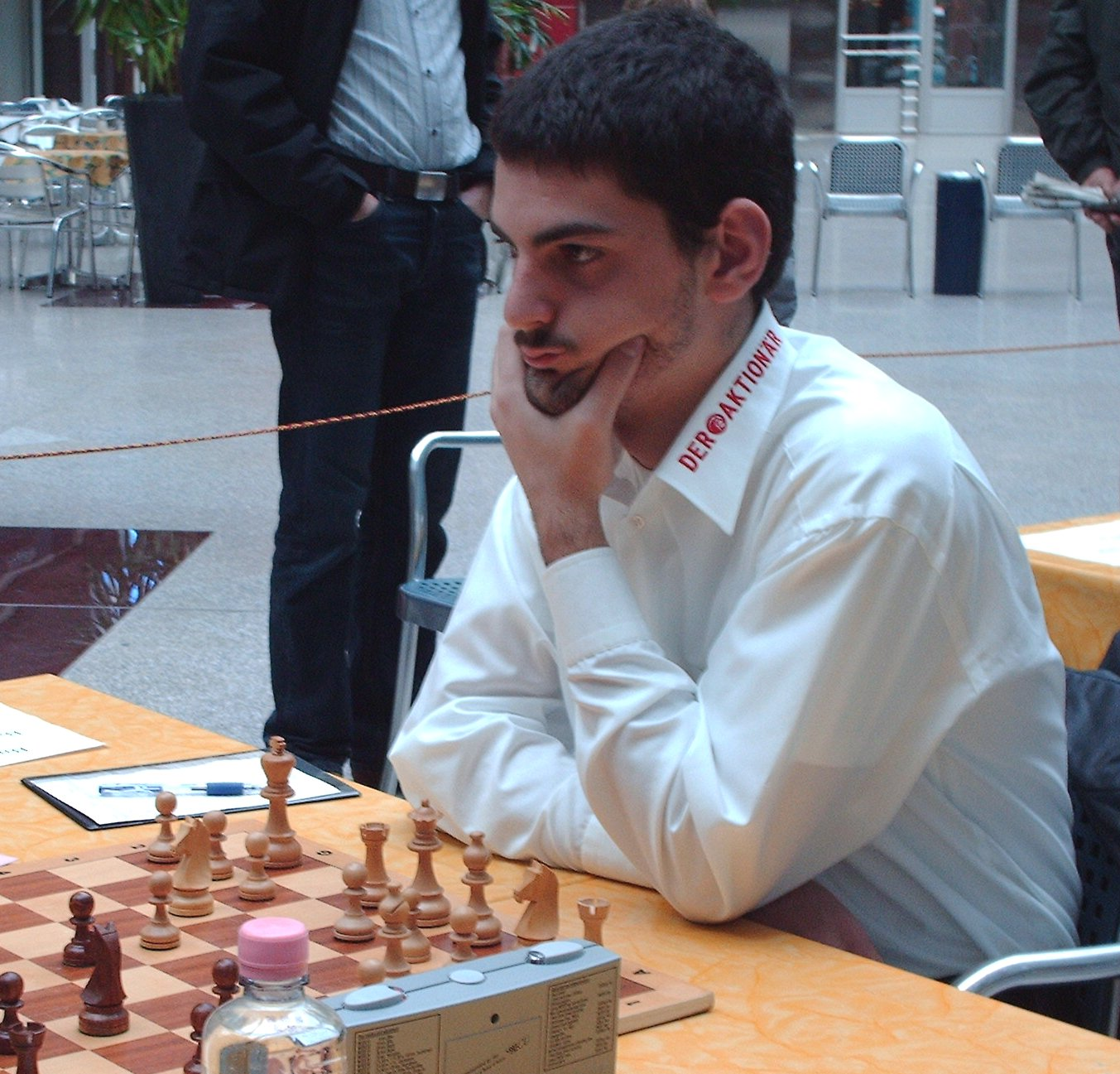
David Baramidze (2006)

David Baramidze (Tbilisi, 27 september 1988) is een Duitse schaker. Hij werd in 2002 een Internationaal Meester (IM), toen hij veertien jaar was, Baramidze is dan ook een wonderkind. Sinds 2004 is hij grootmeester (GM). 
Toen hij nog een kind was, vestigde het gezin Baramidze zich in 1998 vanuit Georgië in Duitsland. Aanvankelijk vestigden ze zich in Hessen, later in Thüringen en uiteindelijk in Dortmund. Hij werd lid van schaakvereniging Dortmund-Brackel en kreeg training van GM Michael Bezold.

## Wedstrijden en toernooien
- Bij de Dortmunder Schachtagen in 2002 versloeg de 13-jarige David Baramidze in een tweekamp de vrouwelijke grootmeester Alisa Marić met 4.5–3.5.[2]
- In 2002 werd hij tweede op het grootmeestertoernooi in Rostock, achter Alexander Naumann en voor Uwe Bönsch.[3]
- In 2003 speelde Baramidze een match te Dortmund tegen de Russische grootmeester Vladimir Belikov met een rating van 2499 die hij met 4–6 verloor.
- In 2003 won hij het Neckar-Open toernooi in Deizisau.
- In februari 2004 volgde in Maastricht de wedstrijd tegen Daniël Stellwagen waarbij het toegestaan werd een schaakcomputer te raadplegen. Deze match werd door Stellwagen met 2.5 tegen 1.5 gewonnen.
- Op het Wereldkampioenschap schaken voor jeugd in 2004 in Heraklion, werd hij tweede in de categorie tot 16 jaar.[4]
- In 2004 werd hij de tot dan toe jongste Duitse schaakgrootmeester.
- In februari 2005 speelde Baramidze mee in het toernooi om het kampioenschap van Duitsland dat met 7 uit 9 gewonnen werd door Artur Joesoepov. Baramidze eindigde met 6 punten op de vierde plaats.
- In juli 2005 speelde Baramidze mee in het zestiende Milan Vidmar herdenkingstoernooi dat in Portorož gespeeld werd en dat door Oleksandr Beljavsky met 6 punten uit negen ronden gewonnen werd. Baramidze eindigde met 4 punten op de zevende plaats.
- In augustus 2005 speelde David Baramidze mee in het toernooi om het open jeugdkampioenschap van Nederland dat in Hengelo onder de naam Euro Chess Tournament 2005 verspeeld werd. Hij speelde in de groep "Stork Young Masters" en eindigde met 6 uit 9 op de derde plaats.
- Van 29 okt. t/m 6 nov. 2005 speelde hij mee in het toernooi om het Beieren open dat na de tie-break door Aleksandar Deltsjev met 7.5 uit 9 gewonnen werd. Baramidze eindigde eveneens 7.5 uit 9 op de derde plaats.
- Bij de Wereldbeker schaken 2007 in Chanty-Mansijsk kon hij in ronde 1 Nigel Short uitschakelen, maar werd in ronde 2 zelf uitgeschakeld door Leinier Dominguez.

## Nationale teams
- In juli 2004 werd Baramidze in Belgrado met het Duitse nationale jeugdteam in de categorie tot 18 jaar Europees kampioen.[5]
- Met het Duitse nationale team nam hij deel aan de volgende Schaakolympiades: 2008 in Dresden en 2014 in Tromsø.[6]
- Hij nam in 2013 deel aan het WK landenteams in Antalya.[7]
- Aan het EK landenteams nam hij deel in 2007 in Heraklion en in 2013 in Warschau.[8]

## Schaakverenigingen
Baramidze speelde in de Duitse bondscompetitie in seizoen 2005/06 voor SG Solingen, van 2006 tot 2008 voor TSV Bindlach-Aktionär en van 2008 tot 2011 voor Hamburger SK. Sinds 2011 speelt hij voor SV Hockenheim. In de Oostenrijkse bondscompetitie speelde hij voor SK Hohenems, waarmee hij in 2014 kampioen werd en in 2008 deelnam aan de European Club Cup. In de Nederlandse Meesterklasse speelde Baramidze van 2003 tot 2005 voor Utrecht en van 2005 tot 2007 voor Schaakclub Groningen, waarmee hij in 2007 kampioen van Nederland werd. In België speelde hij van 2003 tot 2005 voor KSK 47 Eynatten, waarmee hij in 2005 kampioen van België werd en in 2004 deelnam aan de European Club Cup.